# Klanac
 Ovo je glavno značenje pojma Klanac. Za druga značenja pogledajte Klanac (razdvojba).
Klanac (prasl. kolnьcь, češ. klanec, lit. kalnas, brdo), kanjon (šp. cañon, iz tal. cannone tj. canna, cijev), klisura ili sutjeska je reljefni oblik, duboko i usko usječena riječna dolina u visoravan ili planinu čija dubina premašuje polovinu udaljenosti između vrhova dolinskih strana, čiji nagib može doseći i 60°. Uglavnom se javljaju u kršu ili na bazaltnoj podlozi.
Najveći na svijetu je Grand Canyon u SAD-u.